# Герман Ленц
Герман Карл Ленц (нім. Hermann Lenz; 26 лютого 1913, Штутгарт — 12 травня 1998, Мюнхен) — німецький письменник.

## Біографія

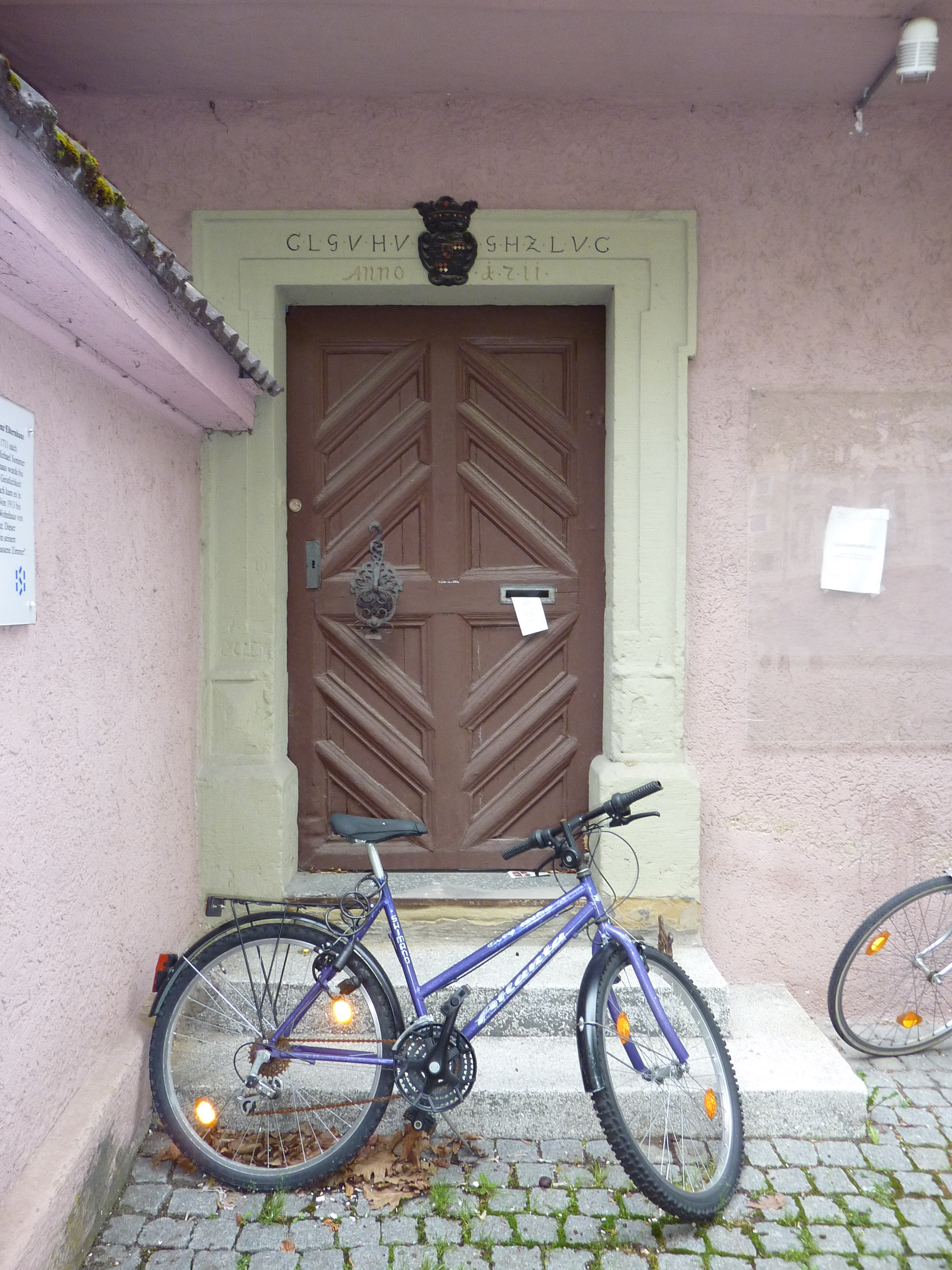
Вхідні двері будинку батьків Ленца в Кюнцельзау

Герман Ленц, син учителя малювання Германа Фрідріха Ленца та його дружини Елізи, до одинадцяти років ріс у Кюнцельзау, а потім у Штутгарті. Закінчив реформовану середню школу для хлопчиків у Штекках. Припинивши навчання теології в Тюбінгені, він з 1933 року почав вивчати історію мистецтва, філософію, археологію та німецьку мову в Мюнхені. У 1935/1936 роках він переїхав до Університету Рупрехта Карла в Гейдельберзі, а потім повернувся до Мюнхена. Після ранніх, яскравих читацьких вражень (Едуард Меріке, Адальберт Штіфтер, Артур Шніцлер, Гуго фон Гофманнстал та інші) Ленц взявся писати свої перші вірші та прозові твори. У 1936 році через посередництво Георга фон дер Врінга вийшла його перша збірка віршів, після якої перед війною вийшло оповідання «Тихий дім», яке було згодом декілька разів перероблене.
З 1940 року Ленц був солдатом. Брав участь у західній кампанії та війні проти Радянського Союзу, до 1946 року перебував у полоні в США. Досвід студентського часу та участь у війни стали основою всієї його літературної творчості. ВІдпочатку вбачаючи себе противником націонал-соціалізму, Ленц знайшов для себе притулок у внутрішньому світі - бідермаєр або віденський fin de siècle – який став декораціями багатьох його текстів і об'єктом роздумів для незліченних монологів персонажів. Після повернення з полону Ленц, окрім секретарської роботи в культурних установах, цілком віддався письменницькій діяльності. У 1946 році він одружився з мистецтвознавицею Йоганною Траутвайн, дочкою мікробіолога Курта Траутвайна, з якою він зустрічався ще з 1937 року ДО 1975 року вони обоє жили в будинку батьків Ленца в Штутгарті; лише суперечки, пов'язані зі спадком, змусили його переїхати до дружини в Мюнхен.
Протягом багатьох років, поки не прийшли визнання і слава, Ленц отримував мало уваги від критиків. Пітер Гандке допоміг йому досягти прориву в 1973 році. Одне з його фантастичних оповідань було схвалене Томасом Манном: «У них розповідний час розчиняється, минуле постає як теперішнє».
Між 1936 і 1997 роками Ленц опублікував більше 30 книг. «Я просто впертий шваб», — сказав Герман Ленц з нагоди свого 85-річчя 26 лютого 1998 року — незадовго до смерті в травні того ж року.
У жовтні 1951 року Герман Ленц читав групі 47 у Лауфенмюле у Вельцгаймському лісі з попередньої версії роману «Полудень однієї пані», першої частини «Внутрішнього району» . Його дистанційоване ставлення до групи збігається зі ставленням Пауля Целана, який читав перед Групою 47 роком пізніше. Його досвід був включений до роману «Ein Fremdling» («Чужий»).

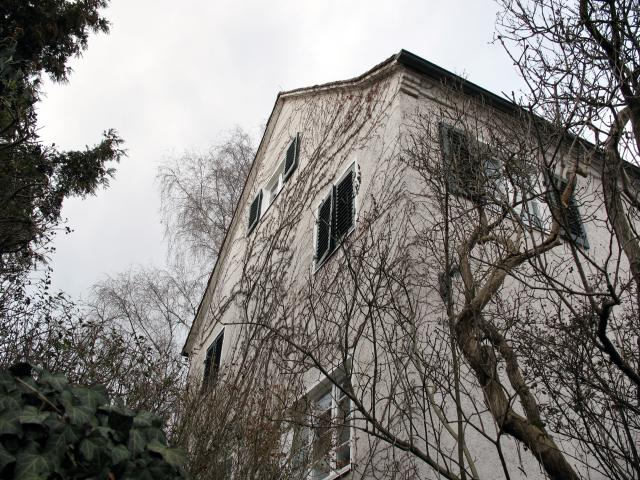
Житловий будинок Германа Ленца в Штутгарті

## Творчість
У центрі творчості — дев'ятитомний цикл автобіографічних романів про персонажа-альтер-его Ойгена Раппа, який розпочався «Покинутими кімнатами» (1966) і завершився романом «Друзі» (1997). Цей цикл також називають Швабською хронікою. Ця серія романів, що не має аналогів у німецькомовній літературі після 1945 року, досліджує важливі автобіографічні зрізи і водночас висвітлює політичну історію Німеччини у ХХ столітті. Особливо визначними вважаються романи «Інший час» (1968) та «Новий час» (1975), які змальовують повсякденне протистояння з Третім Рейхом. Сам Ленц описував головного героя Ойгена Раппа як «народну версію письменника Германа Ленца». Як і Євген Рапп, інші персонажі його романів — не «герої», а часто звичайні люди, яким притаманна особлива людяність. Як наслідок, його книги захоплюють не стільки драматичними сюжетами, скільки змістом і впливом їхньої образної мови. Ленц відштовхується від автобіографічної концепції: «Писати так, як є» — одна з його центральних сентенцій. Він намагається розгледіти метафізичне підґрунтя в точно зображених деталях життя, в якому «минуле і теперішнє перетікають одне в одне».
У таких книгах, як «Дама і Шарфріхтер» (1973) та «Мандрівник» (1986), Ленц неодноразово успішно поєднував автобіографічний і трансцендентний компоненти свого письма. Його найяскравішим стилістичним прийомом є форма «внутрішнього діалогу», яка робить перспективу персонажа прозорою і переводить відображення зовнішнього світу безпосередньо в почуття. Ленц опублікував велику кількість романів та оповідань. Такі, як «Поява» (1979) та «Спогад про Едуарда» (1981), занурюють у світ XIX століття або, як трилогія «Внутрішній район», завершена у 1980 році, створюють свідомі контрпроекти до його власної біографії. Іноді, особливо у «Подвійному погляді» (Das doppelte Gesicht, 1949) або «Дзеркальній хатині» (Spiegelhütte, 1962), Ленц дотримувався наративних традицій, що перегукуються з формами магічного реалізму. Герман Ленц «все життя працював у сфері сюрреалізму, у сфері фантазії, яка належала лише йому» .
У 1991 році він отримав Баварську літературну премію (премію Жана Поля) на знак визнання його всієї літературної діяльності.

## Твори

### Оповідання
- Das stille Haus — Erzählung. Stuttgart: Dt. Verlags-Anst. 1947. (Erzähler von morgen; Bd. 1)
- Das doppelte Gesicht — drei Erzählungen. Stuttgart: Dt. Verl.-Anst., 1949.
- Die Abenteurerin — Erzählung. Stuttgart: Dt. Verl.-Anst., 1952. (Die Stern-Ausgaben)
- Nachmittag einer Dame. Neuwied [u. a.]: Luchterhand, 1961.
- Dame und Scharfrichter — Erzählung. Köln: Hegner, 1973.
- Der Tintenfisch in der Garage — Erzählung. Frankfurt am Main: Insel 1977.
- Erinnerung an Eduard — Erzählung. Frankfurt/M.: Insel-Verl., 1981.
- Der Letzte — Erzählung. Frankfurt a. M., Suhrkamp, 1984. (Bibliothek Suhrkamp; 851)
- Der Käfer und andere Geschichten. Passau: Refugium Verlag 1989 (Reihe Refugium; 3)
- Jung und alt — Erzählung. Frankfurt am Main: Insel 1989.
- Hotel Memoria — Erzählungen. Frankfurt am Main, Insel 1990. (Insel-Bücherei 1115)
- Schwarze Kutschen — Erzählung. Frankfurt am Main: Insel 1990.
- Jugendtage — Erzählung. Passau, Reche, 1993. (Reihe Refugium; 14)
- Zwei Frauen — Erzählung. Frankfurt am Main: Insel 1994.
- Feriengäste — Erzählungen. Mit einem Nachw. von Peter Hamm. Regensburg — Mittelbayerische Dr.- & Verl.-Ges., 1997.
- Die Schlangen haben samstags frei — Erzählungen. Hrsg. und mit einem Nachwort versehen von Rainer Moritz. Frankfurt am Main: Insel 2002.

### Романи
- Der russische Regenbogen — Roman. Luchterhand, Darmstadt [u. a.] 1959.
- Spiegelhütte. Hegner, Köln [u. a.] 1962.
- Die Augen eines Dieners — Roman. Hegner, Köln / Olten 1964.
- Im inneren Bezirk — Roman. Hegner, Köln [u. a.] 1970.
- Der Kutscher und der Wappenmaler — Roman. Hegner, Köln 1972.
  - Erstfassung: Die Geschichte vom Kutscher Kandl. Mit einem Nachwort von Norbert Hummelt. Nimbus, Wädenswil 2019 (postume Veröffentlichung)
- Die Begegnung — Roman. Insel, Frankfurt am Main 1979.
- Der innere Bezirk — Roman in drei Büchern [Nachmittag einer Dame — Im inneren Bezirk — Constantinsallee]. Insel, Frankfurt am Main 1980

### Романи Ойгена Раппа
Цикл автобіографічних романів під загальною назвою «Минуле теперішнє» :
1. Verlassene Zimmer — Roman. Hegner, Köln / Olten 1966.
2. Andere Tage — Roman. Hegner, Köln / Olten 1968.
3. Neue Zeit — Roman. Insel, Frankfurt am Main 1975.
4. Tagebuch vom Überleben und Leben — Roman. Insel, Frankfurt am Main 1978.
5. Ein Fremdling — Roman. Insel, Frankfurt am Main 1983.
6. Der Wanderer — Roman. Insel, Frankfurt am Main 1986.
7. Seltsamer Abschied — Roman. Insel, Frankfurt am Main 1988.
8. Herbstlicht — Roman. Insel, Frankfurt am Main / Leipzig 1992.
9. Freunde — Roman. Insel, Frankfurt am Main / Leipzig 1997.

### Вірші
- Gedichte. Ellermann, Hamburg 1936 (Blätter für die Dichtung. Die Jungen, Band 9)
- Wie die Zeit vergeht. Colloquium poeticum Band 6. Herausgegeben von Levke Sörensen. Corvus Verlag, Frankfurt 1977.
- Zeitlebens. Gedichte 1934—1980. Schneekluth, München 1981 (Münchner Edition. Herausgegeben von Heinz Piontek), ISBN 3-7951-0708-3.
- Zu Fuss. Gedichte. Keicher, Warmbronn 1987. (Reihe Roter Faden, Band 9), ISBN 3-924316-17-1.
- Rosen und Spatzen. Mit einer Laudatio auf Hermann Lenz von Peter Hamm. Verlag Klaus G. Renner, München 1991, ISBN 3-927480-12-6.
- Vielleicht lebst du weiter im Stein. Gedichte. Ausgewählt und mit einem Nachwort versehen von Michael Krüger. Suhrkamp, Frankfurt am Main 2003, (Bibliothek Suhrkamp, Nummer 1371), ISBN 978-3-518-22371-0.

### Листування
- Пауль Целан, Ганне та Герман Ленц: листування. З трьома листами від Жизель Селан-Лестранж. Під редакцією Барбари Відеманн (включаючи а.). Suhrkamp, Франкфурт-на-Майні 2001.
- Петер Гандке, Герман Ленц: Репортер дня. Листування. Insel Verlag, Франкфурт-на-Майні 2006.
- Герман Ленц — Райнер Малковскі: Це було так, ніби ми деякий час гуляли разом. Листування 1991—1998. Під редакцією Ренате фон Деммінг. Видавництво Ulrich Keicher, Warmbronn 2007.
- Герман Ленц, Ганна Траутвайн. «Всередині не впливають зовнішні обставини». Листування 1937—1946 рр. За редакцією Майкла Швідталя. Suhrkamp, Берлін 2018, ISBN 978-3-458-17772-2.

## Нагороди, відзнаки, премії
- Східнонімецька літературна премія 1962 року
- 1974 член Німецької академії мови та поезії
- 1975 Дійсний член Баварської академії образотворчого мистецтва
- 1976 Прем'єр-міністр Баден-Вюртемберга присвоїв звання «професор»
- 1978 Премія Георга Бюхнера
- 1980 Баварський орден «За заслуги».
- 1981 Премія Франца Набла
- 1981 Премія Вільгельма Раабе
- 1983 Премія імені Готфріда Келлера
- 1983 Медаль «За заслуги» від землі Баден-Вюртемберг
- 1984 Великий федеральний хрест заслуг
- 1985 Офіцер ордена мистецтв і літератури
- 1986 Австрійська відзнака за науку і мистецтво
- 1987 Премія Петрарки
- 1987 Золота медаль Пошани федеральної столиці Відень
- 1990 Призначений членом-кореспондентом Інституту Адальберта Штіфтера Австрії та Верхньої Австрії
- Баварська літературна премія 1991 року
- Медаль «Сяє Мюнхен» 1993 року
- 1993 Баварський орден Максиміліана за науку і мистецтво
- 1995 Премія Жана Поля
- 1995 Літературна премія столиці землі Мюнхена
- 1997 Вюртська премія з європейської літератури